# Kościół św. Jakuba Apostoła i św. Katarzyny Aleksandryjskiej w Raciechowicach
Kościół świętego Jakuba Apostoła i świętej Katarzyny Aleksandryjskiej – rzymskokatolicki kościół parafialny należący do parafii pod tym samym wezwaniem (dekanat Dobczyce archidiecezji krakowskiej).
Jest to świątynia wzniesiona w 1720 roku na miejscu poprzedniej świątyni z XVII stulecia, z którego zapewne zostało wykorzystane prezbiterium. W 1902 roku kościół został gruntownie przebudowany: nawa została przedłużona, a na miejscu wieży została zbudowana kruchta z pięterkiem dzwonowym. Stropy i ściany świątyni są pokryte polichromią o motywach figuralno-ornamentalnych, wykonaną na początku XX wieku. We wnętrzu kościoła znajduje się przede wszystkim wyposażenie w stylu rokokowym z 1779 roku. Autorem ołtarzy jest zapewne snycerz i rzeźbiarz Piotr Kornecki.